# Esqimo Limon
Esqimo Limon é um filme israelense de 1978, do gênero comédia, dirigido por Boaz Davidson.
Em 1979, foi indicado ao Globo de Ouro de melhor filme em língua estrangeira, mas perdeu para Höstsonaten, de Ingmar Bergman.
Foi selecionado como representante de Israel à edição do Oscar 1979, organizada pela Academia de Artes e Ciências Cinematográficas.[carece de fontes?]

## Elenco
- Yftach Katzur - Benzi
- Zachi Noy - Yudale
- Jonathan Sagall - Momo
- Dvora Kedar - Sonja
- Orna Dagan
- Ariella Rabinovich
- Sibylle Rauch
- Christiane Schmidtmer